# Ottenby andfänge

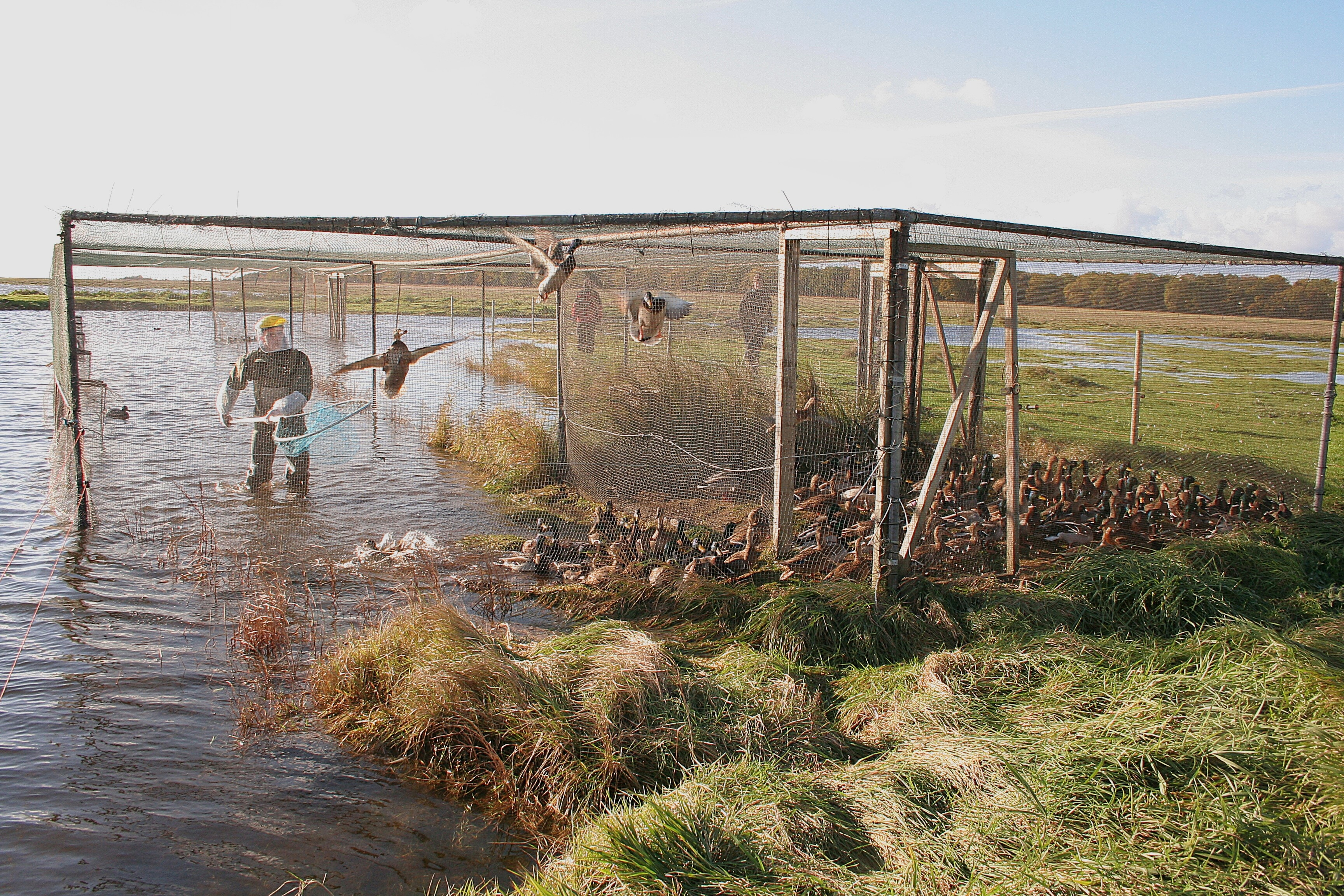
Vissa dagar under senhösten kan ett stort antal änder fångas i andfänget.

Ottenby andfänge är en fångstanordning för änder byggd 1962 vid Ottenby fågelstation, som sedan 2002 används för att studera fågelburna sjukdomar. Fänget är en 32 meter lång och 7 meter bred konstruktion belägen vid strandkanten av Schäferiängarna i Ottenby naturreservat. Andfänget står mestadels i vattnet och har mjärdlika öppningar genom vilka vilda änder kan simma in för att ta för sig av den utfodring som erbjuds. Fångsten domineras stort av gräsand, med mindre antal av kricka, bläsand, stjärtand, snatterand, årta och skedand. Fångstrekordet är 197 änder på en dag (30 november 2019), men mer vanligt är att ett tiotal fåglar per dag fångas under augusti till december. Fångade fåglar ringmärks och frisläpps efter hanteringen.

## Historia
Andfänget tillkom 1962 och drevs fram till 1982 i syfte att studera änders flyttning med hjälp av ringmärkning. Initiativtagare var Ragnar Edberg, en av tidens ledande ornitologer. Modellen kom från Camargue i södra Frankrike och byggnationen bekostades med donationer från näringslivet. Hovjägare Robert von Schultz ansvarade för driften till 1981, varefter Ottenby fågelstation tog över. Dock lades fångsten ned redan 1982 och det var först 2002 som den åter togs i bruk. Sedan återstarten har studierna främst inriktats mot zoonotiska sjukdomar, särskilt influensavirus typ A, bedrivna i samarbete med Högskolan i Kalmar och Linnéuniversitetet.

## Ringåterfynd
Änder är jaktbart vilt vilket bidragit till att ett stort antal återfynd av änder ringmärkta vid Ottenby andfänge gjorts. Dessa ringåterfynd har bidragit till kunskap om häcknings- och övervintringsområden för flera andarter. Exempelvis ligger det huvudsakliga häckningsområdet för gräsänder ringmärkta vid Ottenby andfänge i ett bälte från östra Sverige, Finland, Baltikum och vidare österut i Ryssland. Andra arter som bläsand och stjärtand kan häcka till och med öster om Uralbergen. Ringåterfynd ger också kunskap om överlevnad, livslängd och dödsorsaker.

## Forskning
Verksamheten vid Ottenby andfänge har legat till grund för fem avhandlingar vid tre universitet, samt bidragit med underlag till ett antal vetenskapliga publikationer inom virologi och flyttfågelekologi. Mest genomslag har forskningen om influensavirus typ A gett, där den långa fångstserien bidragit till kunskap om virusets diversitet i andpopulationen, hur virusinfektion påverkar fågelns hälsostatus och hur immunförsvaret initierar skydd mot återinfektioner. Under senare år har virusforskningen kombinerats med flyttfågelforskning där epidemiologiska modeller används tillsammans med data från satellitsändare för att förutsäga hur virus kan spridas av fåglar genom flyttning.